# Locketidium couloni
Locketidium couloni là một loài nhện trong họ Linyphiidae.
Loài này thuộc chi Locketidium. Locketidium couloni được Rudy Jocqué miêu tả năm 1981.